# Utagava Hirošige
Utagava Hirošige (japonščina 歌川 広重 [ɯtaɡawa çiɾoꜜɕiɡe]), rojen Andō Tokutarō(安藤 徳太郎; 1797 – 12. oktober 1858), je bil Japonski ukijo-e umetnik, ki velja za zadnjega velikega mojstra te tradicije.
Hirošige je najbolj znan po seriji krajin Triinpetdeset postaj na Tokaido v vodoravnem formatu in po seriji krajin v navpičnem formatu Sto znamenitih vedut Eda. Teme njegovega dela so bile netipične za žanr ukijo-e, katerega tipičen poudarek je bil na lepih ženskah, priljubljenih igralcih in drugih prizorih urbanih predelov užitka japonskega obdobja Edo (1603–1868). Priljubljena serija Hokusaijevih Šestintrideset pogledov na goro Fudži je močno vplivala na Hirošigejevo izbiro teme, čeprav je bil Hirošigejev pristop bolj poetičen in ambientalen kot Hokusaijevi drznejši, bolj formalni odtisi. Subtilna uporaba barve je bila bistvenega pomena pri Hirošigejevih grafikah, ki so bile pogosto natisnjene z več vtisi na istem območju in z obsežno uporabo tehnike bokaši (barvna gradacija), kar sta bili precej delovno intenzivni tehniki.
Za učenjake in zbiratelje je Hirošigejeva smrt pomenila začetek hitrega zatona žanra ukijo-e, zlasti zaradi vesternizacije, ki je sledila obnovi Meidži leta 1868. Hirošigejevo delo je močno vplivalo na moderno zahodno umetnost konec 19. stoletja kot del smeri  japonizem. Zahodnoevropski umetniki, kot sta Édouard Manet in Claude Monet, so zbirali in natančno preučevali Hirošigejeve kompozicije. Vincent van Gogh je šel celo tako daleč, da je naslikal kopije dveh Hirošigejevih grafik iz Sto znamenitih vedut Eda: Sadovnjak s slivami v Kameidu in Nenadna ploha nad mostom Šin-Ohaši in Atakejem.

## Zgodnje življenje in vajeništvo
Hirošige se je rodil leta 1797 v Jajosu Kuaj v predelu Jaesu v Edu (sodobni Tokio). Bil je samurajskega porekla in je pravnuk Tanake Tokuemona, ki je imel oblast pod klanom Cugaru v severni provinci Mucu. Hirošigejev ded, Micuemon, je bil inštruktor lokostrelstva, ki je delal pod imenom Sairjūken. Hirošigejev oče, Gen'emon, je bil posvojen v družino Andō Džūemon, ki ga je nasledil kot požarni čuvaj za območje Jajosu Kuaj.
Hirošige je v mladosti prestal več sprememb imen: Džūemon, Tokubē in Tecuzō. Imel je tri sestre, od katerih je ena umrla, ko je bil star tri leta. Njegova mati je umrla v začetku leta 1809, njegov oče pa ji je sledil kasneje v letu, vendar ne preden je svoje naloge požarnega čuvaja predal svojemu dvanajstletnemu sinu. Zadolžen je bil za preprečevanje požarov na gradu Edo, kar mu je pustilo veliko prostega časa. .
Kmalu po smrti staršev, morda pri okoli štirinajstih letih, je Hirošige, takrat imenovan Tokutarō, začel slikati. Zaprosil je za mentorstvo Tojokunija iz šole Utagava, vendar je imel Tojokuni preveč učencev, da bi naredil prostor zanj. Knjižničar ga je namesto tega predstavil Tojohiru iz iste šole. Do leta 1812 je Hirošige dobil dovoljenje, da podpisuje svoja dela, kar je storil pod umetniškim imenom Hirošige. Študiral je tudi tehnike dobro uveljavljene šole Kanō, nanga (南画, »Južna slika«), katere tradicija se je začela s kitajsko južno šolo in realistično šolo Šidžō ter verjetno tehnike linearne perspektive zahodne umetnosti in uki-eja (浮絵, "lebdeča slika", kar pomeni "perspektivno sliko").
Hirošigejevo vajeniško delo je vključevalo knjižne ilustracije in natise ukijo-e na posameznih straneh lepotic in kabuki igralcev v slogu Utagava, ki so jih včasih podpisovali Ičijūsai ali od leta 1832 Ičirjūsai. Leta 1823 je svoje mesto požarnega čuvaja predal svojemu sinu, čeprav je še vedno deloval kot namestnik. Po gospodarjevi smrti leta 1828 je zavrnil ponudbo za naslednika Tojohira.

## Krajine, rastline in živali
Šele v letih 1829–1830 je Hirošige začel ustvarjati krajine, po katerih je postal znan, kot je serija Osem pogledov na Ōmija. V tem času je ustvaril tudi vse več odtisov ptic in rož. Okoli leta 1831 se je pojavilo njegovih Deset slavnih krajev v vzhodni prestolnici in zdi se, da je pod vplivom Hokusaija, čigar priljubljena krajinska serija Šestintrideset pogledov na goro Fudži je bila pred kratkim objavljena.
Povabilo, da se pridruži uradni procesiji v Kjotu leta 1832, je Hirošigeju dalo priložnost, da potuje po poti Tōkaidō, ki je povezovala obe prestolnici. Med potjo je skiciral pokrajino in ko se je vrnil v Edo, je produciral serijo Triinpetdeset postaj na Tokaido, ki vsebuje nekatere njegove najbolj znane grafike. Hirošige je uspeh serije nadgradil tako, da ji je sledil z drugimi, kot so Ilustrirani kraji Naniva (1834), Znani kraji Kjota (1835), še ena Osem pogledov Ōmija (1834). Ker nikoli ni bil zahodno od Kjota, je Hirošige svoje ilustracije Nanive (sodobne Osake) in province Ōmi zasnoval na slikah v knjigah in slikah.
- Izbor iz Triinpetdeset postaj na Tokaido
- Grafika 11: Hakone
- Grafika 16: Kanbara
- Grafika 46: Dež v Šōnu

Hirošigejeva prva žena je pomagala financirati njegova potovanja, da bi skiciral potovalne lokacije, v enem primeru je prodala nekaj svojih oblačil in okrasnih glavnikov. Umrla je oktobra 1838 in Hirošige se je ponovno poročil z Ojasu, šestnajst let mlajšo, hčerko kmeta po imenu Kaemon iz province Tōtōmi.
Okrog leta 1838 je Hirošige izdelal dve seriji z naslovom Osem pogledov na okolico Edo, pri čemer je vsak natis spremljala šaljiva pesem kjōka. Devetinšestdeset postaj Kiso Kaidō je bilo natisnjenih med približno letoma 1835 in 1842, skupna produkcija s Keisaijem Eisenom, od katerih je bil Hirošigejev delež šestinštirideset od sedemdesetih natisov. Hirošige je v zadnjem desetletju svojega življenja, z začetkom okoli leta 1848, izdelal 118 listov za Sto znamenitih vedut Eda.
- Izbor iz Sto znamenitih vedut Eda in  Šestintrideset pogledov na goro Fudži
- Edo, grafika 30: Slivov vrt v Kameidu
- Edo, grafika 63: Most Suidō in četrt Surugadai
- Šestintrideset pogledov, grafika 3: Sukijagaši v vzhodni prestolnici
- Šestintrideset pogledov, grafika 27: Zaliv Futami v provinci Ise

### Hirošigejevi učenci
Hirošige II. je bil mlad grafičar Činpei Suzuki, ki se je poročil s Hirošigejevo hčerko Otacu. Dobil je umetniško ime "Šigenobu". Hirošige je nameraval narediti Šigenobuja za svojega dediča v vseh zadevah, ta pa je po smrti svojega gospodarja leta 1858 prevzel ime "Hirošige", zato je danes znan kot Hirošige II. Vendar je bil zakon z Otacu težaven in leta 1865 sta se ločila. Otacu je bila ponovno poročena z drugim nekdanjim Hirošigejevim učencem, Šigemasom, ki si je prilastil ime rodu in je danes znan kot Hirošige III. Tako Hirošige II. kot Hirošige III. sta delala v značilnem slogu, ki je temeljil na Hirošigejevem, vendar nobeden ni dosegel stopnje uspeha in priznanja, ki sta bila podeljena njunemu mojstru. Drugi učenci Hirošigeja I. so Utagava Šigemaru, Utagava Šigekijo in Utagava Hirokage.
- Hirošigejevi sledilci
- Suō Iwakuni, Hirošige II., 1859
- Teppōzu Akaši-baši, Hirošige III., ok. 1870
- Pes delavcu ukrade obrok snežne Darume, Hirokage, okoli 1855–56

## Pozno življenje
Hirošige je v zadnjih letih še vedno izdelal na tisoče grafik, da bi zadostil povpraševanju po svojih delih, a le redke so bile tako dobre kot tista iz njegovega zgodnjega in srednjega obdobja. Nikoli ni živel v finančnem udobju, tudi na stara leta. Njegovo plodno ustvarjanje je v veliki meri izhajalo iz dejstva, da je bil slabo plačan za serijo, čeprav je bil še vedno sposoben izjemne umetnosti, ko so bile razmere primerne – njegovih velikih Sto znamenitih vedut Eda (名所江戸百景 Meišo Edo Hjakkei) je vnaprej plačal bogati budistični duhovnik, zaljubljen v hčer založnika Uoja Eikičija (nekdanjega prodajalca rib).
Leta 1856 se je Hirošige »umaknil iz sveta« in postal budistični menih; to je bilo leto, ko je začel s svojimi Sto znamenitih vedut Eda. Umrl je star 62 let med veliko epidemijo kolere v Edu leta 1858 (ali ga je epidemija ubila, ni znano) in je bil pokopan v zen budističnem templju v Asakusi. Tik pred smrtjo je zapustil poslovilno pesem:
東路に
筆を残して
旅の空
西のみくにの
名所を見む
Svoj čopič pustim na vzhodu,
In se odpravim na svojo pot.
Ogledal si bom znane kraje v zahodni deželi.
(Zahodna dežela se v tem kontekstu nanaša na pas zemlje ob Tōkaidō med Kjotom in Edom, vendar ima dvojno dolžnost kot sklicevanje na raj Amide Bude).
Kljub svoji produktivnosti in priljubljenosti Hirošige ni bil bogat – njegova naročila so bila nižja od naročil drugih iskanih umetnikov, kar je znašalo dohodek približno dvakratne plače dnevnega delavca. Oporoka je pustila navodila za plačilo dolgov.

## Dela
Hirošige je ustvaril več kot 8000 del. V svojih zgodnjih delih se je večinoma omejil na običajne teme ukijo-eja, kot so ženske (美人画 bidžin-ga) in igralci (役者絵 jakuša-e). Nato je po smrti Tojohira Hirošige naredil dramatičen preobrat s serijo pokrajin iz leta 1831 Znameniti razgledi na vzhodno prestolnico (東都名所 Tōto Meišo), ki je bila kritikov hvaljena zaradi svoje kompozicije in barv. Ta komplet se na splošno razlikuje od številnih Hirošigejevih kompletov grafik, ki prikazujejo Edo, po tem, da ga imenujejo Ičijūsai Gaki, naslov izhaja iz dejstva, da ga je podpisal kot Ičijūsai Hirošige. S Triinpetdesetimi postajami na Tōkaidō (1833–1834) je bil njegov uspeh zagotovljen. Ti načrti so bili vzeti iz Hirošigejevega dejanskega potovanja celotne razdalje 490 kilometrov. Vključevali so podrobnosti o datumu, lokaciji in anekdote njegovih sopotnikov in bili so izjemno priljubljeni. Pravzaprav je bila ta serija tako priljubljena, da jo je ponovno izdal v treh različicah, od katerih je eno naredil skupaj s Kunisado. Hirošige je nato izdelal več kot 2000 različnih grafik Eda in poštnih postaj Tōkaida ter serije, kot sta Devetinšestdeset postaj Kisokaidō (1834–1842) in njegovih lastnih Šestintrideset pogledov na goro Fudži (1852–1858). ). Od njegovih ocenjenih skupno 5000 dizajnov so te pokrajine predstavljale največji delež vseh žanrov.
Prevladoval je v krajinski grafiki s svojo edinstveno znamko intimnih, skoraj majhnih del v primerjavi s starejšimi tradicijami krajinskega slikarstva, ki izvirajo iz kitajskih krajinskih slikarjev, kot je Sesšu. Potovalne grafike na splošno prikazujejo popotnike po znanih poteh, ki doživljajo posebne zanimivosti različnih postankov na poti. Potujejo v dežju, snegu in v vseh letnih časih. Leta 1856 je v sodelovanju z založnikom Uoja Eikičijem ustvaril serijo luksuznih grafik, izdelanih z najboljšimi tiskarskimi tehnikami, vključno s pravo gradacijo barv, dodatkom sljude za edinstven prelivajoči se učinek, reliefom, tiskom na blago, slepim tiskom in uporabo tiskanja z lepilom (pri čemer je črnilo pomešano z lepilom za bleščeč učinek). Hirošige je bil pionir v uporabi navpičnega formata v ležečem tisku v svoji seriji Slavni pogledi šestdesetih provinc. Sto znamenitih vedut na Edo (izhajala je serijsko med letoma 1856 in 1859) je bila izjemno priljubljena. Komplet je bil objavljen posthumno in nekateri natisi niso bili dokončani - sam jih je ustvaril več kot 100, a dva je po njegovi smrti dodal Hirošige II.

## Vpliv
Hirošige je bil član šole Utagava, skupaj s Kunisado in Kunijošijem. Šolo Utagava je sestavljalo na desetine umetnikov in je bila v ospredju lesoreznih grafik 19. stoletja. Člani šole Utagava, ki so bili posebej omembe vredni zaradi svojega vpliva in zgodovinskih grafik, so bili kljub temu dobro seznanjeni z vsemi priljubljenimi žanri.
V času Hirošigeja je tiskarska industrija cvetela in potrošniško občinstvo je hitro naraščalo. Pred tem časom je bila večina tiskanih serij izdana v majhnih sklopih, kot je bilo deset ali dvanajst motivov na serijo. Za zadovoljitev povpraševanja so bile izdelane vedno večje serije in ta trend je viden v Hirošigejevem delu, kot sta Devetinšestdeset postaj Kisokaidō in Sto znamenitih vedut Eda.
Kar zadeva slog, je Hirošige še posebej znan po uporabi nenavadnih razglednih točk, sezonskih aluzijah in osupljivih barvah. Zlasti je veliko delal na področju meišo-e (名所絵) slik slavnih krajev. V obdobju Edo je cvetel tudi turizem, kar je povzročilo povečano zanimanje ljudi za potovanja. Potovalnih vodnikov je bilo na pretek in mesta so se pojavljala ob poteh, kot je Tōkaidō, cesta, ki je povezovala Edo s Kjotom. Sredi te rastoče potovalne kulture je Hirošige pri ustvarjanju svojih krajin črpal navdih iz lastnih potovanj in zgodb o dogodivščinah drugih. Na primer, v Triinpetdesetih postajah na Tōkaidu (1833) ilustrira anekdote iz Popotovanja po vzhodni obali (東海道中膝栗毛 Tōkaidōčū Hizakurige, 1802–1809) Jippenshe Ikuja (十返舎 一九, 1765 – 12. september 1831) , komedije, ki opisuje dogodivščine dveh nerodnih popotnikov kot potujeta po tej cesti.
Hirošigejevi seriji Triinpetdeset postaj na Tōkaidō (1833–1834) in Sto znamenitih vedut Eda (1856–1858) sta močno vplivali na francoske impresioniste, kot je Claude Monet. Vincent van Gogh je kopiral dve od Sto znamenitih vedut Eda, ki sta bili med njegovo zbirko grafik ukijo-e. Hirošigejev slog je vplival tudi na Mir iskusstva, rusko umetniško gibanje 20. stoletja, v katerem sta bila glavna umetnika Ivan Bilibin in Mstislav Dobužinski. Dobužinski je priznal Hirošigejev vpliv: »Rad sem izbral svoje stališče, da bi bila kompozicija presenetljiva, nenavadna; pri tem sem imel pred očmi stalen zgled Hirošigeja«. Cézanne in Whistler sta bila prav tako med tistimi pod Hirošigejevim vplivom. Louise Gonse, direktorica vplivnega časopisa Gazette des Beaux-Arts in avtorica dveh zvezkov L'Art Japonais leta 1883, je Hirošigeja označila za največjega slikarja krajine 19. stoletja.
- Van Goghove kopije Hirošigejevih grafik
- Nenadna ploha nad mostom Šin-Ohaši in Atake, Hirošige, 1857
Ena od Sto znamenitih vedut Eda
- Most v dežju (po Hiroshigeju , Vincent van Gogh (iz Japonaiserie), olje na platnu, 1887
- Slivov vrt v Kameidu (1857), Ena od Sto znamenitih vedut Eda
- Cvetoča sliva (po Hirošigeju) (1887), Vincent van Gogh, iz Japonaiserie, v zbirki Van Gogh Museum v Amsterdamu

## Galerija
- Pogled v mesečini na Tsukudo z damo na balkonu
- Reka Sumida, bog lesa vode
- Luna nad ladjami, zasidranimi na otoku Tsukuda z mostu Eitai
- Večer na reki Sumida
- Uživanje v ognjemetu in svežini večera na mostu Rjogoku
- Mesečev most v Meguru, iz Sto znamenitih vedut Eda
- Morje pri Satti, provinca Suruga, iz Šestintrideset pogledov na goro Fudži
- Provinca Kozuke, iz Slavnih pogledov na šestinšestdeset provinc
- Vrt perunik Horikiri (Horikiri no hanashōbu), iz Sto znamenitih vedut Eda
- Slapovi Fudo, Oji, 1857, iz Sto znamenitih vedut Eda'
- Pogled z Massakija na svetišče Suidžin, zaliv Učigava in Sekija, iz Sto znamenitih vedut Eda
- Trajekt Joroi, Koami-čo, iz Sto znamenitih vedut Eda

- Močan dež na boru, iz Osem pogledov na Ōmi
- Ribiški čolni na jezeru, Osem pogledov na Ōmi
- Polna luna nad gorsko pokrajino, iz Osem pogledov na Ōmi
- Sokokura, iz Sedem vrelcev Hakoneja
- Pogled na dolg most čez jezero, iz Osem pogledov na Ōmi
- Svetišče med drevesi na barju